# St.-Jakobi-Kirche (Nestau)

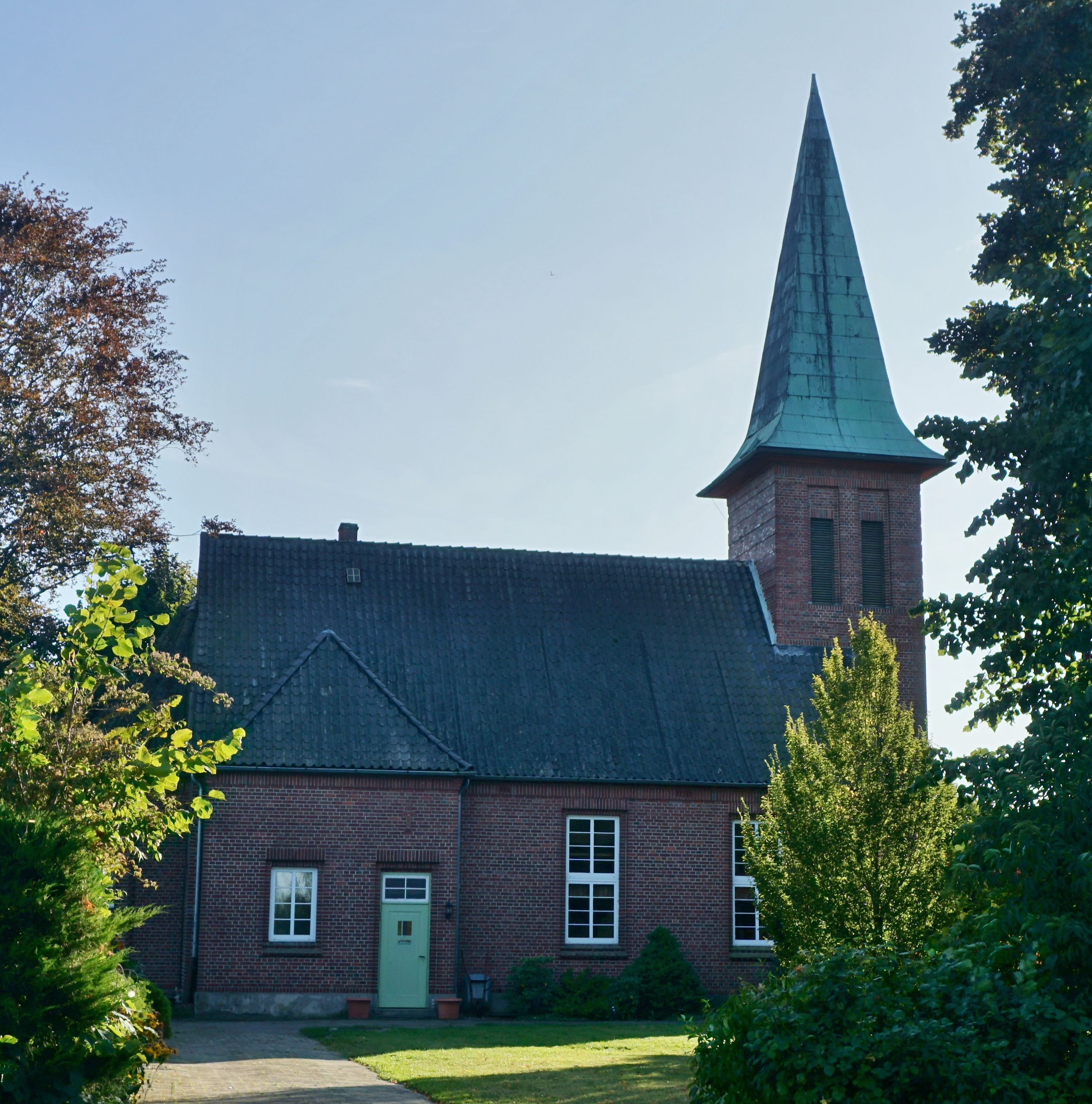
St.-Jakobi-Kirche in Nestau

Die St.-Jakobi-Kirche gehört zur Selbständigen Evangelisch-Lutherischen Kirche und steht im Ortsteil Nestau der Gemeinde Suhlendorf im niedersächsischen Landkreis Uelzen. Sie wurde 2020 entwidmet.

## Geschichte

Infotafel am Glockenturm auf der Koserower Seebrücke

Gottesdienste fanden nach der Gründung der Gemeinde 1878 zunächst in eine Scheune statt, woraufhin im März 1879 die Grundsteinlegung für das erste Kirchengebäude erfolgte. Das Gebäude wurde am 9. Juli 1879 eingeweiht und 1929 renoviert, wobei der Dachreiter durch einen Kirchturm ersetzt wurde. Bei einem Brand am 15. Februar 1932 wurde das Gebäude vollständig zerstört, weshalb das heutige Kirchengebäude im Stil der Neuen Sachlichkeit errichtet und am 28. August 1932 eingeweiht wurde. Am 28. Juni 2020 fand der letzte Gottesdienst, der Entwidmungsgottesdienst, in der Kirche statt, die Gemeinde wurde in der Folge aufgelöst. Das Abendmahlsgerät ging ins Kirchenbüro der SELK in Hannover über. Die Glocke wurde nach Usedom verkauft und auf der neuen Seebrücke in Koserow installiert.

## Architektur
Die Backsteinkirche ist eine geostete Saalkirche im Stil der Neuen Sachlichkeit mit Elementen des Klassizismus,  der Romanik und Gotik. Sie gliedert sich in einen Westturm, das Kirchenschiff und einen Chorraum mit romanisch anmutenden Fenstern. Der klare, helle Innenraum wird von einem weißen Tonnengewölbe überspannt und ist mit einer dreiseitigen Prieche ausgestattet.

## Kirchliche Organisation
Die Kirchengemeinde Nestau wurde am 7. April 1878 gegründet und zählte 200 Mitglieder. 1960 wurde die St.-Jakobi-Gemeinde, zu der bereits die St.-Jakobi-Kirche in Nateln gehörte, mit der St.-Pauli-Gemeinde in Gistenbeck zu einem Pfarrbezirk vereinigt. Gottesdienste fanden zuletzt im wöchentlichen Wechsel zwischen Nestau und Nateln statt.